# Filip Antonio
Filip Antonio, vlastním jménem Filip Vích (* 2. září 2003 Praha), je český divadelní, filmový a televizní herec.

## Život
Narodil se muzikálové a operetní zpěvačce a herečce Ditě Hořínkové a Vladimíru Víchovi, jeho dědou je operní pěvec Josef Vích. Mladší bratr Viktor Antonio se taktéž zabývá herectvím.
Poprvé se objevil ve svých 18 měsících v seriálu Bazén, již tehdy mu jeho matka vymyslela umělecké příjmení Antonio. Prvním filmem, v němž si zahrál, byl Líbáš jako Bůh režisérky Marie Poledňákové. V roce 2016 získal Cenu Zdeňka Podskalského za nejvýraznější výkon mladého tvůrce za herecký výkon ve filmu Jak básníci čekají na zázrak. Společně s bratrem Viktorem si zahráli ve filmu Špunti na vodě. Kromě herectví se též věnuje hudbě – hře na klavír, ale i tvorbě hudby a zpěvu. V roce 2017 ziskal hlavní roli v pohádce Přání k mání. Hraje také v divadle, hlavně v muzikálech.

## Filmografie (výběr)

### Filmy
- Líbáš jako Bůh, 2009
- Der Mann mit dem Fagott, 2011
- Muži v naději, 2011
- Ve stínu, 2012
- Duch nad zlato, 2013
- Přijde letos Ježíšek?, 2013
- Vánoční hvězda, 2012
- Všiváci, 2014
- Jak básníci čekají na zázrak, 2016
- Borg/McEnroe, 2017
- Špunti na vodě, 2017
- Přání k mání, 2017
- V utajení, 2017
- Kouzelník Žito, 2018
- Rašín, 2018
- Jan Žižka, 2022

### Seriály
- Bazén, 2005
- Velmi křehké vztahy, 2007
- Přešlapy, 2010
- Vyprávěj, 2012–2013
- (Vel)Mistr E, 2013–2014
- Helena, 2012–2013
- První republika, 2014
- Bezdružice, 2015
- Labyrint, 2017
- Modrý kód, 2017
- Linka, 2019
- Hvězdy nad hlavou, 2021
- Špunti na cestě, 2022
- Sex O'Clock, 2023
- ZOO Nové začátky, 2024